# NGC 6566
NGC 6566 је елиптична галаксија у сазвежђу Змај која се налази на NGC листи објеката дубоког неба.
Деклинација објекта је + 52° 15' 38" а ректасцензија 18h 7m 0,7s. Привидна величина (магнитуда) објекта NGC 6566 износи 14,7 а фотографска магнитуда 15,7. NGC 6566 је још познат и под ознакама MCG 9-30-1, CGCG 279-2, KARA 845, PGC 61418.